# کوئینتین مک‌کولگان
کوئینتین مک‌کولگان (به انگلیسی: Quinn McColgan) (زاده ۳۱ ژانویهٔ ۲۰۰۲ ) بازیگر آمریکایی است.
از فیلم‌های معروف او می‌توان به بازی در بدون توقف اشاره کرد.